# Кремлёвский волшебник
«Кремлёвский волшебник», «Волшебник Кремля» или «Волшебник из Кремля» (англ. The Wizard of the Kremlin) — будущий художественный фильм французского режиссёра Оливье Ассаяса, экранизация одноимённой книги Джулиано да Эмполи. Главные роли в фильме сыграют Пол Дано, Алисия Викандер, Джуд Лоу.

## Сюжет
Действие фильма происходит в начале 90-х годов в России. Главный герой — телевизионный продюсер Вадим Баранов, который становится политтехнологом, пиарщиком Владимира Путина и сосредотачивает в своих руках огромное влияние. Будущий президент в то время ещё был сотрудником КГБ. Литературной основой сценария стал роман Джулиано да Эмполи, прототипом Баранова считают Владислава Суркова.

## В ролях
- Пол Дано — Вадим Баранов
- Алисия Викандер — Ксения
- Джуд Лоу — Владимир Путин
- Зак Галифианакис
- Том Старридж
- Джеффри Райт

## Производство и релиз
О начале работы над фильмом стало известно в мае 2024 года. Оливье Ассаяс работает над сценарием совместно с Эмманьэлем Каррером. Роли в картине получили Пол Дано, Алисия Викандер, Джуд Лоу, Зак Галифианакис, Том Старридж.